# Slaget om Japan
Slaget om Japan var en række slag og træfninger i og omkring de japanske hjemmeøer, mellem de Allieredes styrker og styrker fra Kejserriget Japan under de sidste stadier i Stillehavskrigen under 2. verdenskrig. Slaget om Japan varede fra omkring juni 1944 til august 1945.

## Luftkrigen
Periodiske luftangreb mod Japan var de første angreb udført af de Allierede styrker. I slutningen af 1944, blev disse angreb efterfulgt af en stor strategisk bombekampagne mod Tokyo og andre militære og civile mål i hele Japan.

## Land- og søslag
I starten af 1945, var der to større øslag:
- Slaget om Iwo Jima (16. februar til 26. marts): hvoraf omkring 21.000 japanske forsvare, overlevede kun 216.
- Slaget om Okinawa (1. april til 21. juni): hvoraf omkring 100.000 japanske forsvare, overlevede kun 24.455.

Der var også to søslag:
- Operation Ten-Go (7. april): hovedparten af de japanske fartøjer blev tabt.
- Slaget i Tokyobugten (22. og 23. juli 1945): hovedparten af de japanske fartøjer blev tungt beskadiget eller tabt.

Allierede krigsskibe bombarderede også flere japanske byer i juli og august 1945.
Slagene om Iwo Jima og Okinawa forudsagde, hvad der var at vente, når den japanske hjemmeøer ville blive angrebet. Iwo Jima og Okinawa gik tabt først efter ekstremt hårdnakket modstand blev overvundet. I begge tilfælde nægtede japanerne at overgive sig og der var få overlevende. Mens japanske tab var ekstremt høje, betalte de allierede styrker en høj pris for at overtage begge øer.
Flådeoperationer omfattede en selvmorderisk japansk modoffensiv den 7. april 1945 (Operation Ten-Go), for at afhjælpe Okinawa og en allieret kampagne (Operation Starvation) for at placere luft- og ubådsplacerede miner i japanske sejlruter. Dette blev illustreret ved flådeafskæringen i Tokyobugten i juli 1945.

## Slutningen
2. verdenskrig endte med Japans overgivelse efter atombomberne over Hiroshima og Nagasaki og Sovjetunionens indtræden i Stillehavskrigen den 9. august. Før disse angreb var Japan ikke indstillet på at overgive sig betingelsesløst som krævet i Cairo- og senere i Potsdam-erklæringen. Brandbombningen af japanske byer resulterede i hundredetusindvis af døde, men flyttede ikke regeringen i retning af betingelsesløs overgivelse. Den japanske regering var tydeligvis parate til at bekæmpe en allieret invasion af Hjemmeøerne så voldsomt, som de havde forsvaret Iwo Jima og kæmpede på den japanske hjemmeø Okinawa.
Slaget om Japan skulle føre til et samlingsted og forberedelse til en mulig allieret invasion af Japan (Operation Downfall) og støtte allierede luft- og flådekampagner mod det japanske fastland. Japan havde stadig en hjemlandshær på omkring to millioner soldater og tilstrækkelige ressourcer til at lamme[kilde mangler]en allieret invasion. Havde invasionen derfor været nødvendig, ville det højst sandsynligt have resulteret i store tab for alle parter.
Bombningen af Hiroshima og Nagasaki kan have reddet mange liv på begge sider ved at fremkalde overgivelsen af Japan før en invasion af det japanske fastland blev gennemført. Beregninger foretaget på det tidspunkt gik så højt som 7.000.000 japanske civile og militære tab og så mange som 500.000 amerikanske militære tab [kilde mangler]. Debatten om beslutningen om at bruge bomben fortsætter den dag i dag, se Atombomberne over Hiroshima og Nagasaki om betydningen af de atomare bombardementer og resultaterne heraf.